# Ana Abrunhosa
Ana Maria Pereira Abrunhosa (4 de julho de 1970) é uma economista, professora universitária e política portuguesa. Foi desde 26 de outubro de 2019 ministra da Coesão Territorial nos XXII e XXIII Governos Constitucionais. É deputada pelo círculo de Coimbra e pelo Partido Socialista na XVI Legislatura  e candidata à Câmara Municipal de Coimbra, nas eleições autárquicas de 2025.

## Biografia
Filha de pais portugueses, nasceu em Angola e viveu até aos 15 anos com a família em Mêda, na Beira Alta.
Frequentou a Escola Secundária Afonso de Albuquerque, na Guarda, e posteriormente mudou-se para Coimbra para frequentar a Universidade, onde vive desde então.
É licenciada, mestre e doutorada em Economia pela Faculdade de Economia da Universidade de Coimbra (FEUC). A sua tese de doutoramento centrou-se na temática da inovação e desenvolvimento regional. Durante o período académico, participou em diversos projetos de investigação e publicou artigos em revistas científicas nacionais e internacionais.

### Percurso Empresarial e Académico
Iniciou a sua carreira profissional em 1994 na área de auditoria da empresa Ernst & Young, onde trabalhou até 1995.
Em 1995, Ana Abrunhosa iniciou a sua carreira como docente na FEUC, lecionando disciplinas como Introdução à Economia, Microeconomia I, Economia Regional, Economia Europeia, Introdução à Gestão e Seminário de Gestão da Inovação. Além das atividades letivas, colaborou regularmente com outras faculdades da Universidade de Coimbra. Paralelamente, foi investigadora do Centro de Estudos Sociais (CES) da Universidade de Coimbra, onde integrou projetos relacionados com políticas públicas e desenvolvimento territorial.

### Percurso político
Entre 2008 e 2010, exerceu o cargo de vice-presidente da Comissão de Coordenação e Desenvolvimento Regional do Centro (CCDRC), sendo responsável pelas áreas de Desenvolvimento Regional, Apoio Jurídico à Administração Local, Comunicação e Gestão Administrativa e Financeira. 
De 2010 a 2014, foi vogal executiva da Comissão Diretiva do Programa Operacional Regional do Centro – Mais Centro, onde geriu fundos comunitários destinados ao desenvolvimento da região Centro de Portugal.
Assumiu a presidência da CCDRC em 2014, cargo que ocupou até 2019. Durante esse período, liderou a entidade responsável pela definição e execução de políticas públicas na região Centro, incluindo a coordenação pela reconstrução das áreas afetadas pelos incêndios florestais de 2017 em Pedrogão Grande.
Sob a sua liderança, foram reconstruídas 822 habitações permanentes com um investimento de 58 milhões de euros. Coordenou ainda o programa Repor, que apoiou 372 empresas, mobilizou 131 milhões de euros em investimento e garantiu a criação ou manutenção de mais de 4.200 postos de trabalho nas áreas afetadas. Simultaneamente, presidiu à Comissão Diretiva do Programa Operacional Regional do Centro, supervisionando a aplicação de fundos estruturais na região.
Foi presidente do Comité de Investimento do Instrumento Financeiro para a Reabilitação e Revitalização Urbanas (IFRRU 2020), no período entre 2016 e 2019, altura em que geriu investimentos destinados à reabilitação urbana. Além disso, presidiu ao Conselho Geral do Fundo de Dívida e Garantias da Instituição Financeira de Desenvolvimento (IFD), de 2017 a 2018, e ao Conselho Geral do Fundo de Capital e Quase-Capital da IFD em 2019.
Em 2019, foi nomeada Ministra da Coesão Territorial no XXII Governo Constitucional, liderado pelo Primeiro-Ministro António Costa, cargo que ocupou até abril de 2024. 
Durante o seu mandato, implementou o Programa de Apoio à Produção Nacional, que apoiou 1.700 projetos e manteve 20 mil postos de trabalho. Além disso, promoveu a criação da Rede Nacional de Espaços de Teletrabalho em 88 municípios no interior.
Foi eleita deputada à Assembleia da República pelo círculo de Coimbra, em março de 2024, onde representou o Partido Socialista na XVI Legislatura.
Enquanto Deputada, foi Presidente da Comissão Parlamentar de Saúde. 

### Candidatura às Autárquicas de 2025
Em fevereiro de 2025, Ana Abrunhosa foi escolhida pelo Partido Socialista (PS) como candidata à presidência da Câmara Municipal de Coimbra nas eleições autárquicas desse ano. A sua nomeação foi aprovada por larga maioria pela Comissão Política Concelhia do PS de Coimbra.